# Тодор Малеев
Тодор Лулчев Малеев е български възрожденски учител от село Копривщица.
Тодор Малеев е бил във времето на Априлското въстание ученик в Пловдивската  семинария, след закриването на която се прибира в Копривщица. Там е условен за учител и е учителствувал само през учебната 1876 – 1877 учебна година. След Освобождението той продължава образованието си в Швейцария и след завръщането си в България заема наново учителска длъжност и то най-напред  в Габровската мъжка гимназия, а после в Пловдивската. През всичкото време на учителствуването си той преподава френски език и е един от най-добрите учители по тоя предмет. В края на 1906 – 1907 учебна година той се пенсионира и се залавя с частна работа в Пловдив, където остава да живее.